# Луп-Сіті (Небраска)
Луп-Сіті (англ. Loup City) — місто (англ. city) в США, в окрузі Шерман штату Небраска. Населення — 1053 особи (2020).

## Географія
Луп-Сіті розташований за координатами 41°16′36″ пн. ш. 98°58′4″ зх. д. / 41.27667° пн. ш. 98.96778° зх. д. (41.276682, -98.967727).  За даними Бюро перепису населення США в 2010 році місто мало площу 2,44 км², уся площа — суходіл.

## Демографія
Згідно з переписом 2010 року, у місті мешкало 1029 осіб у 462 домогосподарствах у складі 263 родин. Густота населення становила 422 особи/км².  Було 569 помешкань (233/км²).
Расовий склад населення:
| - 98,7 % — білих - 0,4 % — азіатів - 0,1 % — корінних американців |

До двох чи більше рас належало 0,6 %. Частка іспаномовних становила 1,6 % від усіх жителів.
За віковим діапазоном населення розподілялося таким чином: 22,2 % — особи молодші 18 років, 50,3 % — особи у віці 18—64 років, 27,5 % — особи у віці 65 років та старші. Медіана віку мешканця становила 48,1 року. На 100 осіб жіночої статі у місті припадало 88,1 чоловіків;  на 100 жінок у віці від 18 років та старших — 81,2 чоловіків також старших 18 років.
Середній дохід на одне домашнє господарство  становив 51 936 доларів США (медіана — 40 104), а середній дохід на одну сім'ю — 68 533 долари (медіана — 56 875). Медіана доходів становила 40 511 долар для чоловіків та 31 029 доларів для жінок. За межею бідності перебувало 17,1 % осіб, у тому числі 30,5 % дітей у віці до 18 років та 9,8 % осіб у віці 65 років та старших.
Цивільне працевлаштоване населення становило 440 осіб. Основні галузі зайнятості: освіта, охорона здоров'я та соціальна допомога — 32,3 %, роздрібна торгівля — 15,5 %, транспорт — 10,0 %, виробництво — 10,0 %.